# Принижені і ображені (фільм, 1991)
«Принижені і ображені» — радянський художній фільм 1990 року, режисера Андрія Ешпая. Екранізація однойменного роману Ф. М. Достоєвського.

## Сюжет
Дія фільму відбувається в Санкт-Петербурзі. Оповідання ведеться від імені початківця літератора Івана Петровича (Вані), прийомного сина в сім'ї Іхмєнєвих. Наташа Іхмєнєва закохана в Альошу Валковського, батько якого знаходиться в конфлікті з її батьком. Раніше батько Наташі, Микола Іхмєнєв, працював керуючим у князя Валковського, однак той необгрунтовано звинуватив його в розкраданнях. У суді князь Валковський виграв справу, домігся того, що Іхмєнєв був визнаний винним. Микола Іхмєнєв був змушений виплатити 10 тисяч рублів, в результаті його сім'я опинилася в крайній бідності.
Відносини Альоші Валковського і Наташі побудовані так, що він одночасно зустрічається з дочкою багатого купця Катею, при цьому Наташа знає про це. Альоша Валковський, слабохарактерний і легковажний молодий чоловік, який щиро любить Наташу. Князь Валковський зацікавлений в одруженні сина на Каті (мова йде про 3 мільйони приданого). Наташа йде з дому батьків, щоб жити в квартирі, знятій для неї Альошею. Батько Наташі болісно сприймає те, що вона пішла до сина свого ворога, вважаючи це ганьбою, і проклинає дочку. Сам Іван, який закоханий в Наташу, допомагає їм і часто відвідує Наташу, буваючи свідком їх зустрічей.
Іван живе в невеликій квартирі на горищі, яку раніше знімав недавно померлий старий. В один із днів до нього приходить обірвана 12-річна дівчинка, яка шукає дідуся. Після її повторного приходу Іван непомітно слідує за нею, дізнавшись, що Олена є сиротою, яка після смерті матері живе у якоїсь Бубнової — господині багатоквартирного будинку, де вони знімали кімнату. Бубнова ображає і б'є дівчинку, доводячи її до нападу. Іван намагається втрутитися, але його проганяє двірник. На вулиці Іван зустрічає старого знайомого Маслобоєва, який є приватним сищиком. Маслобоєв знає про Бубнову і повідомляє, що та прихистила дівчинку з непорядними цілями. Увечері Маслобоєв і Іван приходять додому до Бубнової, яка намагалася використовувати дівчинку, продаючи її як повію. Маслобоєв затримує клієнта дівчинки, Іван поселяє її у себе. Олена просить називати її Неллі, як називала її мати. За словами лікаря, у Неллі хворе серце, і вона скоро помре.
Несподівано князь відвідує Альошу з Наташею, даючи їм дозвіл одружуватися. Однак він зробив це з розрахунком на те, що потім Альоша ближче зійдеться з Катею. Поступово Наташа здогадується про лицемірство князя. Іван дізнається від Маслобоєва епізод з життя князя. Кілька років тому той спокусив дочку комерсанта, умовивши її бігти з ним і викрасти цінні папери батька. Її батько розорився, а Валковський під надуманим приводом кинув вагітну дівчину. Незабаром князь запрошує Івана в ресторан, де під час бесіди розкриває своє справжнє обличчя. Він постає безпринципною і підступною людиною, знущаючись над почуттями сина і Наташі, а також пропонуючи гроші Івану, щоб той сам одружився з нею.
Князь Валковський змушує Альошу супроводжувати Катю під час поїздки в село. Наташа відчуває, що Альоша схиляється до одруження на Каті. Вона, відкинута батьком і після втрати коханого, глибоко переживає. За допомогою Неллі Іван вмовляє Миколу Іхмєнєва пробачити Наташу. У фіналі фільму Неллі помирає. Перед смертю вона просить передати князю Валковському, що його дочка померла і не пробачила його.

## У ролях
- Настасія Кінскі (озвучувала Анна Каменкова) —  Наташа Іхмєнєва
- Микита Михалков —  князь Валковський
- Анастасія Вяземська —  Неллі (Олена)
- Сергій Перелигін —  Іван Петрович
- Віктор Раков —  Альоша Валковський
- Олександр Абдулов —  Маслобоєв
- Людмила Полякова —  Анна Іхмєнєва
- Борис Романов —  Микола Іхмєнєв
- Хайнц Браун —  лікар
- Валентина Клягіна —  Мавра
- Ольга Прокоф'єва —  Олександра Семенівна
- Варвара Шабаліна —  Анна Трифонівна Бубнова
- Олександр Рахленко — епізод
- Віктор Терехов —  двірник
- Ігор Ігнатов — епізод

## Знімальна група
- Автор сценарію —  Олександр Володін
- Режисер-постановник —  Андрій Ешпай
- Оператор-постановник —  Сергій Юриздицький, Олександр Казаренсков
- Звукооператор —  Олександр Коняєв
- Художник-постановник —  Віктор Власьков
- Художники по костюмах — Елеонора Маклакова, М. Федорова
- Художник-гример — Луїза Мачільська
- Директор фільму —  Михайло Литвак